# تنگ فوجو
تنگ فوجو (انگلیسی: A-fu؛ زادهٔ ۲۰ ژوئن ۱۹۸۷) یک ترانه‌سرا است.